# Leon Klepper

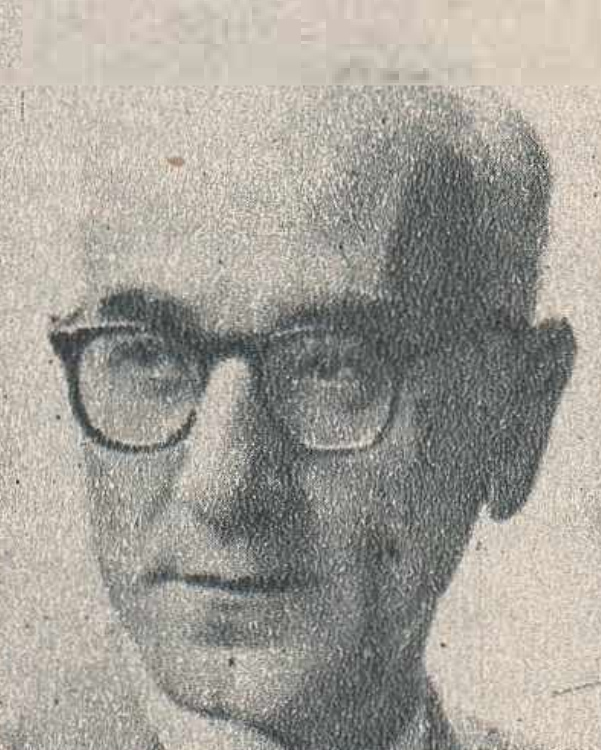
Leon Klepper

Leon Klepper (* 24. April 1900 in Iași; † 7. Dezember 1991 in Freiburg im Breisgau) war ein rumänischer Komponist klassischer Musik.

## Leben und Wirken
Klepper studierte in Wien bei Joseph Marx, bei Franz Schreker in Berlin und bei Paul Dukas und Alfred Cortot (Klavier) in Paris, wo er bis 1939 lebte. Von 1949 bis 1959 war er Kompositionsprofessor am Konservatorium von Bukarest. Danach lebte er als freier Komponist und Musikpädagoge in Freiburg im Breisgau.
Er komponierte zwei sinfonische Dichtungen, eine Festliche Ouvertüre, ein Concerto grosso, ein Concertino für Klavier vierhändig, eine Partita für Klavier und Orchester, kammermusikalische Werke und Klavierstücke. Die Filmmusik schrieb er für Der Familienschmuck (Bijuterii de Familie), Rumänien, 1958 und Zerstörte Zitadelle (Citadela Fărimată), Rumänien, 1957.